# Celtic League 2002-2003
La Celtic League 2002-03 fu la 2ª edizione della competizione transnazionale di rugby a 15 per club delle federazioni gallese, irlandese e scozzese.
Si tenne dal 30 agosto 2002 al 1º febbraio 2003 tra 16 squadre divise in due gironi, le migliori otto delle quali si affrontarono nella fase a eliminazione diretta; alle 15 partecipanti dell'edizione precedente s'aggiunse la scozzese Borders.
Si trattò dell'ultima edizione con i play-off fino al 2009: dalla stagione successiva infatti, con la riduzione a 12 squadre dovuta all'adozione da parte del Galles delle franchigie provinciali, la competizione divenne a girone unico.
Rispetto all'edizione precedente, fu adottato il sistema di punteggio dell'emisfero sud, con 4 punti per la vittoria, 2 per il pareggio, uno per la sconfitta con scarto pari o inferiore a 7 punti e 0 per sconfitta con scarto pari o superiore a 8 punti, e un eventuale punto supplementare per la squadra che in un incontro segni almeno 4 mete.
I campioni uscenti del Leinster non si qualificarono neppure per i playoff e il titolo andò al Munster, già finalista dell'edizione precedente, che nella finale di Cardiff batté nettamente 37-17 i gallesi del Neath.
Il valore delle marcature, come stabilito dall’IRFB nel 1992, era: 5 punti per ciascuna meta (7 se trasformata), 3 punti per la realizzazione di ciascun calcio piazzato, idem per il drop.

## Squadre partecipanti
| Galles      | Irlanda  | Scozia    |
| ----------- | -------- | --------- |
| Bridgend    | Connacht | Borders   |
| Caerphilly  | Leinster | Edimburgo |
| Cardiff RFC | Munster  | Glasgow   |
| Ebbw Vale   | Ulster   |           |
| Llanelli    |          |           |
| Neath       |          |           |
| Newport     |          |           |
| Pontypridd  |          |           |
| Swansea     |          |           |

## Formula
Le otto squadre furono ripartite in due gironi da quattro, ciascuno di essi comprendente due irlandesi e almeno quattro gallesi e una scozzese; la terza scozzese e la nona gallese furono assegnate a gironi diversi.
Ai fini della classifica furono in palio a ogni incontro quattro punti per ogni vittoria, due per il pareggio, zero per la sconfitta più un punto di bonus a una o entrambe le squadre che marcassero almeno quattro mete più un ulteriore punto di bonus alla squadra capace di perdere con sette o meno punti di scarto.
La prima classificata di ogni girone incontrò nei quarti la quarta dell'altro e, parimenti, la seconda di ogni girone incontrò la terza dell'altro; tutte le partite  a eliminazione si tennero in gara unica e la finale fu in sede neutra, decisa dall'organizzatore.

## Fase a gironi

### Girone A
|  | 1ª giornata            |       |
|  | ---------------------- | ----- |
|  | Neath - Caerphilly     | 25-6  |
|  | Ebbw Vale - Ulster     | 0-19  |
|  | Edimburgo - Swansea    | 30-20 |
|  | Llanelli - Munster     | 13-20 |
|  |                        |       |
|  | 4ª giornata            |       |
|  | Ulster - Neath         | 17-13 |
|  | Munster - Swansea      | 38-27 |
|  | Caerphilly - Edimburgo | 32-66 |
|  | Llanelli - Ebbw Vale   | 37-25 |
|  |                        |       |
|  | 7ª giornata            |       |
|  | Edimburgo - Neath      | 27-13 |
|  | Munster - Caerphilly   | 41-0  |
|  | Ulster - Llanelli      | 16-9  |
|  | Swansea - Ebbw Vale    | 33-20 |

|  | 2ª giornata           |       |
|  | --------------------- | ----- |
|  | Swansea - Neath       | 16-20 |
|  | Ulster - Edimburgo    | 18-19 |
|  | Munster - Ebbw Vale   | 48-23 |
|  | Caerphilly - Llanelli | 34-43 |
|  |                       |       |
|  | 5ª giornata           |       |
|  | Neath - Ebbw Vale     | 34-7  |
|  | Edimburgo - Llanelli  | 38-14 |
|  | Ulster - Munster      | 26-17 |
|  | Swansea - Caerphilly  | 37-32 |

|  | 3ª giornata            |       |
|  | ---------------------- | ----- |
|  | Edimburgo - Munster    | 21-28 |
|  | Ebbw Vale - Caerphilly | 45-25 |
|  | Swansea - Ulster       | 38-10 |
|  | Neath - Llanelli       | 29-13 |
|  |                        |       |
|  | 6ª giornata            |       |
|  | Llanelli - Swansea     | 62-6  |
|  | Caerphilly - Ulster    | 15-67 |
|  | Ebbw Vale - Edimburgo  | 20-30 |
|  | Neath - Munster        | 19-35 |

#### Classifica
| Pos | Squadra    | G | V | N | P | PF  | PS  | DP   | BMP | Pt |
| --- | ---------- | - | - | - | - | --- | --- | ---- | --- | -- |
| 1   | Munster    | 7 | 6 | 0 | 1 | 227 | 129 | +98  | 4   | 28 |
| 2   | Edimburgo  | 7 | 6 | 0 | 1 | 231 | 145 | +86  | 3   | 27 |
| 3   | Ulster     | 7 | 5 | 0 | 2 | 173 | 111 | +62  | 2   | 22 |
| 4   | Neath      | 7 | 4 | 0 | 3 | 153 | 121 | +32  | 2   | 18 |
| 5   | Llanelli   | 7 | 3 | 0 | 4 | 191 | 168 | +23  | 5   | 17 |
| 6   | Swansea    | 7 | 3 | 0 | 4 | 177 | 212 | −35  | 4   | 16 |
| 7   | Ebbw Vale  | 7 | 1 | 0 | 6 | 140 | 226 | −86  | 1   | 5  |
| 8   | Caerphilly | 6 | 0 | 0 | 6 | 144 | 324 | −180 | 3   | 3  |

### Girone B
|  | 1ª giornata           |       |
|  | --------------------- | ----- |
|  | Newport - Bridgend    | 5-13  |
|  | Borders - Connacht    | 27-28 |
|  | Leinster - Pontypridd | 31-18 |
|  | Cardiff - Glasgow     | 35-44 |
|  |                       |       |
|  | 4ª giornata           |       |
|  | Connacht - Newport    | 18-12 |
|  | Pontypridd - Borders  | 28-27 |
|  | Glasgow - Bridgend    | 47-11 |
|  | Cardiff - Leinster    | 30-17 |
|  |                       |       |
|  | 7ª giornata           |       |
|  | Glasgow - Connacht    | 29-7  |
|  | Bridgend - Leinster   | 18-39 |
|  | Newport - Borders     | 24-8  |
|  | Pontypridd - Cardiff  | 15-9  |

|  | 2ª giornata          |       |
|  | -------------------- | ----- |
|  | Connacht - Cardiff   | 23-22 |
|  | Glasgow - Leinster   | 25-21 |
|  | Bridgend - Borders   | 41-9  |
|  | Pontypridd - Newport | 21-16 |
|  |                      |       |
|  | 5ª giornata          |       |
|  | Borders - Leinster   | 23-18 |
|  | Bridgend - Connacht  | 23-24 |
|  | Pontypridd - Glasgow | 34-28 |
|  | Newport - Cardiff    | 25-27 |

|  | 3ª giornata           |       |
|  | --------------------- | ----- |
|  | Bridgend - Pontypridd | 9-26  |
|  | Borders - Cardiff     | 15-18 |
|  | Leinster - Connacht   | 23-26 |
|  | Newport - Glasgow     | 25-31 |
|  |                       |       |
|  | 6ª giornata           |       |
|  | Borders - Glasgow     | 33-12 |
|  | Leinster - Newport    | 42-14 |
|  | Cardiff - Bridgend    | 37-12 |
|  | Connacht - Pontypridd | 0-40  |

#### Classifica
| Pos | Squadra     | G | V | N | P | PF  | PS  | DP  | BMP | Pt |
| --- | ----------- | - | - | - | - | --- | --- | --- | --- | -- |
| 1   | Pontypridd  | 7 | 6 | 0 | 1 | 182 | 120 | +62 | 2   | 26 |
| 2   | Glasgow     | 7 | 5 | 0 | 2 | 216 | 166 | +50 | 3   | 23 |
| 3   | Cardiff RFC | 7 | 4 | 0 | 3 | 178 | 151 | +27 | 4   | 20 |
| 4   | Connacht    | 7 | 5 | 0 | 2 | 126 | 176 | −50 | 0   | 20 |
| 5   | Leinster    | 7 | 3 | 0 | 4 | 191 | 154 | +37 | 6   | 18 |
| 6   | Borders     | 7 | 2 | 0 | 5 | 142 | 169 | −27 | 4   | 12 |
| 7   | Bridgend    | 7 | 2 | 0 | 5 | 127 | 187 | −60 | 2   | 10 |
| 8   | Newport     | 7 | 1 | 0 | 6 | 121 | 160 | −39 | 4   | 8  |

## Play-off
|  | Quarti di finale | Quarti di finale | Quarti di finale |       |    | Semifinali | Semifinali | Semifinali |  |  | Finale | Finale  | Finale |
|  |                  |                  |                  |       |    |            |            |            |  |  |        |         |        |
|  | 1A               | Munster          | 33               |       |    |            |            |            |  |  |        |         |        |
|  | 48               | Connacht         | 3                |       |    |            |            |            |  |  |        |         |        |
|  | 48               | Connacht         | 3                |       |    | Munster    | 42         |            |  |  |        |         |        |
|  |                  |                  |                  |       |    | Munster    | 42         |            |  |  |        |         |        |
|  |                  |                  | Ulster           | 10    |    |            |            |            |  |  |        |         |        |
|  | 2B               | Glasgow          | Ulster           | 10    | 17 |            |            |            |  |  |        |         |        |
|  | 2B               | Glasgow          |                  |       | 17 |            |            |            |  |  |        |         |        |
|  | 3A               | Ulster           | 20               |       |    |            |            |            |  |  |        |         |        |
|  |                  |                  |                  |       |    |            |            |            |  |  |        | Munster | 37     |
|  |                  |                  |                  | Neath | 17 |            |            |            |  |  |        |         |        |
|  | 1B               | Pontypridd       | 12               |       |    |            |            |            |  |  |        |         |        |
|  | 4A               | Neath            | 13               |       |    |            |            |            |  |  |        |         |        |
|  | 4A               | Neath            | 13               |       |    | Neath      | 32         |            |  |  |        |         |        |
|  |                  |                  |                  |       |    | Neath      | 32         |            |  |  |        |         |        |
|  |                  |                  | Cardiff RFC      | 10    |    |            |            |            |  |  |        |         |        |
|  | 2A               | Edimburgo        | Cardiff RFC      | 10    | 22 |            |            |            |  |  |        |         |        |
|  | 2A               | Edimburgo        |                  |       | 22 |            |            |            |  |  |        |         |        |
|  | 3B               | Cardiff RFC      | 26               |       |    |            |            |            |  |  |        |         |        |

### Quarti di finale
| Arbitro: | Iain Ramage |

|                |      |            |
|                | mt   | tecnica    |
|                | tr   | Connor     |
| N. Jenkins (4) | c.p. | Jarvis (2) |

| Arbitro: | Nigel Owens |

|                           |      |        |
| Mullins (2) Horan tecnica | mt   |        |
| O’Gara (2)                | tr   |        |
| O’Gara (3)                | c.p. | McHugh |

| Arbitro: | Nigel Williams |

|           |      |                 |
| Steel     | mt   | Shields A. Ward |
|           | tr   | Humphreys (2)   |
| Hayes (4) | c.p. | Humphreys (2)   |

| Arbitro: | Alan Lewis |

|               |      |                    |
| S. Murray Lee | mt   | R. Williams Powell |
|               | tr   | I. Harris (2)      |
|               | c.p. | I. Harris (4)      |

### Semifinali
| Arbitro: | Hugh Watkins |

|                                             |      |           |
| J. Hayes A. Quinlan J. Kelly Mullins Galwey | mt   | Humphreys |
| O’Gara (3) K. Keane                         | tr   | Humphreys |
| O’Gara (3)                                  | c.p. | Humphreys |

| Arbitro: | Allan Lewis |

|                                      |      |           |
| Bonner-Evans Tiueti Jarvis G. Morris | mt   | R. Smith  |
| Jarvis (3)                           | tr   | I. Harris |
| Jarvis (2)                           | c.p. | I. Harris |

### Finale
| Arbitro: | Chris White |

|                                              |      |                           |
| A. Quinlan 34’ M. Horan 53’ R. Henderson 56’ | mt   | 80+5’ A. Jones            |
| Staunton 34’, 53’                            | tr   |                           |
| Staunton 40’, 80’ O'Gara 2’, 8’, 15’, 18’    | c.p. | 13’, 33’, 36’, 44’ Jarvis |
|                                              | drop | Jarvis                    |

## Verdetti
- Munster: Campione della Celtic League.
- Munster, Ulster, Leinster, Cardiff RFC, Edimburgo, Borders e Celtic Warriors: qualificate alla Heineken Cup.
- Glasgow e Connacht: qualificate alla Challenge Cup.